# Справжні молі
Справжні молі (лат. Tineidae) — родина молевидних лускокрилих. Як правило, від дрібних до середніх розмірів (розмах крил 7-30 мм, до 37-46 мм у Scardia, яких іноді виділяють в окрему родину). Щелепні щупики тонкі, складаються з 5 члеників. Гусениці харчуються грибами і рослинним детритом, кератиновмісними тваринними залишками (пух, пір'я, шерсть), нерідко зустрічаються в гніздах птахів і норах тварин. Найвідоміші представники пошкоджують вовняні вироби (наприклад, сукняна, шубна і килимова молі) та продукти харчування (наприклад, зернова міль). У світовій фауні, за різними оцінками, багато в чому залежими від розуміння обсягу родини, від двох до трьох тисяч видів. Пара представників родини була знайдена в балтійському бурштині.

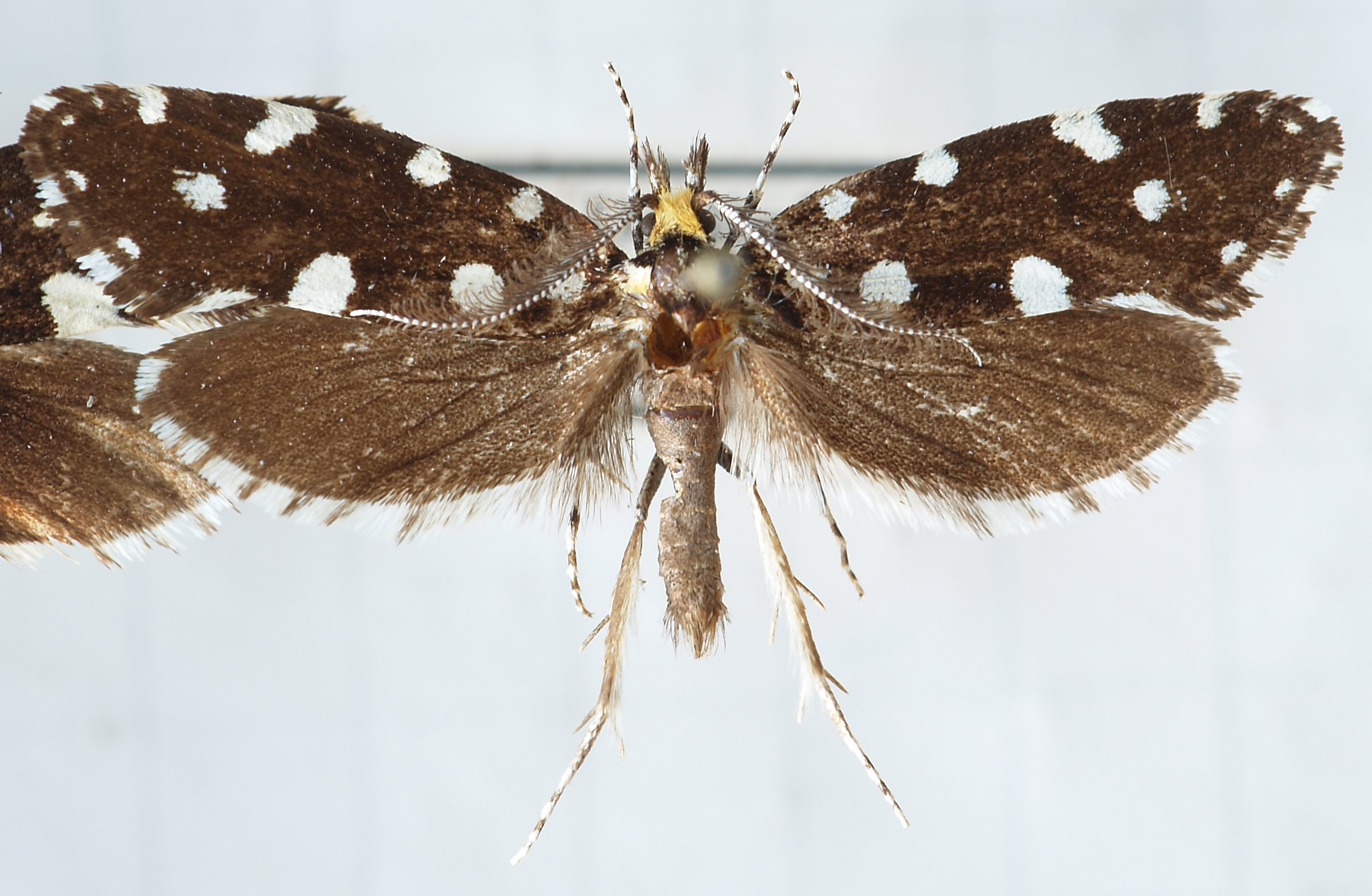
Міль перистовуса букова (Euplocamus anthracinalis)

## Класифікація
357 родів і понад 2300 видів.
Родину поділяють на такі підродини:
- Dryadaulinae
- Erechthiinae
- Euplocaminae
- Hapsiferinae
- Harmacloninae
- Hieroxestinae
- Meessiinae
- Myrmecozelinae
- Nemapogoninae
- Perissomasticinae
- Scardiinae
- Setomorphinae
- Siloscinae
- Stathmopolitinae
- Teichobiinae
- Тінеїни (Tineinae)